# Николай II Немодлинский
Николай II Немодлинский (Опольский) (пол. Mikołaj II niemodliński, нем. Nikolaus II von Oppeln; 1460/1465 — 27 июня 1497) — князь Опольский, Стшелецкий и Бжегский (1476, совместно с братьями Людвиком и Яном II), князь Немодлинский (1476—1497) (в 1476 году с братьями, затем ― единолично).

## Биография
Представитель опольской линии Силезских Пястов. Третий сын князя Николая I Опольского (1422/1424 — 1476) и Магдалены Бжегской (1426/1430 — 1497). Точная дата рождения Николая II неизвестна. Исследователи считают, что он родился в первой половине 1460-х годов.
В 1476 году после смерти отца Николая I Опольского Николай II вместе со старшими братьями Людвиком и Яном II Добрым унаследовал Опольское, Стшелецкое, Бжегское и Немодлинское княжества. Людвик Опольский умер в том же году, и два младших брата стали совместно управлять отцовскими владениями, но в том же 1476 году разделили их. Ян II Добрый получил Ополе, Стшельце-Опольске и Бжег, а Николай II — Немодлин. Это разделение, однако, было лишь формальным, потому что оба брата по-прежнему продолжали совместно управлять отцовскими владениями.
Братья Ян II Добрый и Николай действовали вместе. Николай II Немодлинский, в частности, поддерживал Яна Доброго в его политике объединения силезских земель (в 1477 году братья приобрели Прудник у князя Конрада Олесницкого, в 1494 году — Гливице, а в 1495 году — Тошек). В 1481 году братья согласились на выкуп князем Фридрихом I Легницким Бжегского княжества за 8500 гривен и 1500 дукатов.
Во внешней политики Николай II старался сохранить баланс между могущественным королем Венгрии Матвеем Корвином и его соперником, чешским королем Владиславом II Ягеллоном. В конечном счете, однако, агрессивная политика венгерского короля вынудила его поддержать Владислава Ягеллона, за что в 1487 году он был арестован в Козле. Николай II обрел свободу только после выплаты большого выкупа в размере 15 000 венгерских злотых. Несмотря на участие князей Опольских на имперском съезде в Нюрнберге в том же году, отношения с Венгерским королевством оставались напряженными до смерти Матвея Корвина в 1490 году.

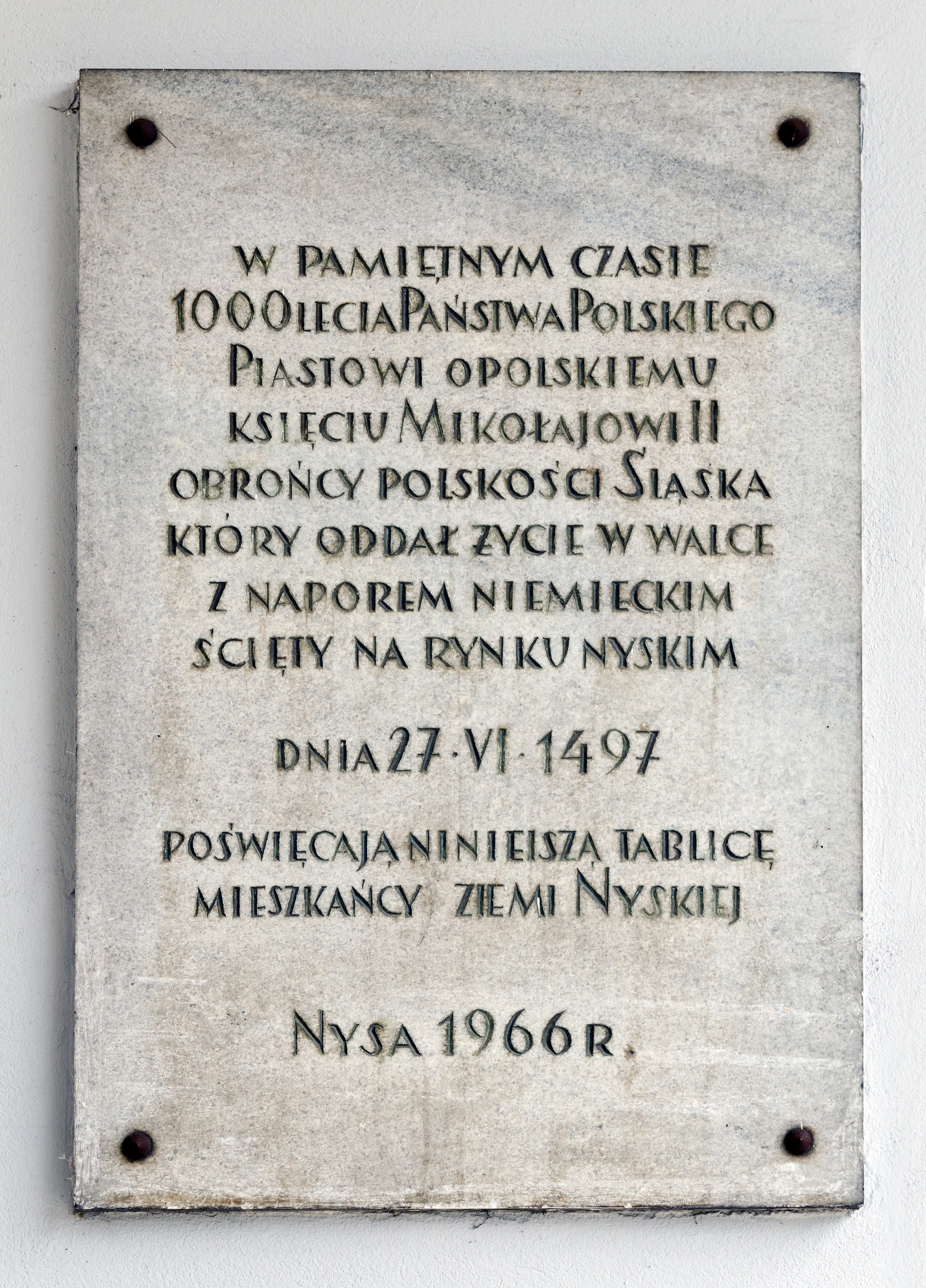
Мемориальная плита в память князя Николая Немодлинского

В июне 1497 году новый генеральный наместник Силезии, князь Казимир II Цешинский, организовал съезд в Нысе, принадлежавшей вроцлавскому епископству. Предполагалось обсудить петицию короля Чехии Владислава Ягеллона об утверждении предыдущих привилегий для силезских княжеств, а также опасность для Венгрии со стороны турок-османов. На съезд, кроме князя Казимира II Цешинского, прибыли князь Генрих I Зембицкий, епископ вроцлавский Ян IV Рот, князь Николай II Немодлинский и многие другие. Переговоры начались в мэрии города, где 26 июня произошла трагедия. По неизвестным причинам Николай II Немодлинский напал с кинжалом на князя Казимира Цешинского и епископа Вроцлавского Яна Рота. Нападение князя Немодлинского было отбито при помощи слуг. Николай, желая избежать ответственности, бежал из мэрии и укрылся в расположенной недалеко церкви Святого Якова, где попросил убежища. Тем не менее он был силой стащен с алтаря и заключен в темницу. Силезские сановники долго обсуждали, что делать с пленником, и в конце концов приняли решение применить правовые нормы, применяемые для обычных жителей Нысы, несмотря на то, что обвиняемый был принцем крови, и приговорили его к казни. Попытки добиться его освобождения (в том числе ценой выкупа в размере 100 000 венгерских злотых) не дали никаких результатов из-за позиции генерального старосты Силезии, князя Казимира Цешинского. Судя по всему, князь Цешинский прилагал все усилия для того, чтобы добиться смертного приговора для Николая II. Судебный процесс велся на немецком языке, который князь Николай II Немодлинский, видимо, не знал (существуют некоторые доказательства, что Николай и его брат Ян II знали только польский и чешский языки).
Николаю разрешили только написать письмо брату, в котором он оставил ему все свои владения. Приговор городского суда был исполнен практически немедленно с целью предотвратить вмешательство его брата и жителей Ополе. Князь Николай II Немодлинский был обезглавлен на рыночной площади в Нысе 27 июня 1497 года. По преданию, его последними словами были: «Ныса! Ныса! Ты наказываешь меня, потому что мои предки дали вам церковь, а теперь ты заставляете меня заплатить?».
Князь Николай Немодлинский не был женат и не оставил детей. Он был похоронен в соответствии со своей последней волей, в некрополе опольских князей в часовне Святой Анны во францисканском монастыре в Ополе.
После известия о казни брата князь Опольский Ян II Добрый стал собирать войско и готовиться к карательной экспедиции против князя Казимира II Цешинского. Однако из-за дипломатического вмешательства чешского короля Владислава II Ягеллона гражданской войны в Силезии не произошло.